# 新莊廣福宮
25°02′08″N 121°27′19″E / 25.035664°N 121.455194°E
新莊廣福宮，是位於臺灣新北市新莊區文德里新莊廟街的三山國王廟，為日後遷走的客家移民所建，臺閩地區二級古蹟，後改為國定古蹟。

## 早期歷史
乾隆廿八年（1763年），屬於廣東潮州客家人的劉家於在新莊開鑿劉厝圳（萬安圳），使新莊成為稻米產區，又因有水路及陸路之利，吸引大批粵籍移民，同時帶來當地的信仰──三山國王。當時新莊廟街雖然已有新莊慈祐宮，但客家人想要有屬於自己的廟，遂集資興於新莊慈祐宮與新莊地藏庵之間建廟。《淡水廳志》載：「國王廟：一在新莊街，乾隆四十五年粵人捐建。」
今廟址新莊路150號，屬於文德里。一般建廟時間說是乾隆卌五年（1780年），或更早，也有認為建廟時間已不可考。廟方每逢三山國王誕辰，會舉辦法會慶典，分別是農曆二月廿五、六月廿五、九月廿五。乾隆年間，此廟是新莊的潮州人經濟及宗教信仰中心。當時新莊武聖廟也曾是以客家人為主力的廟宇。道光年間新莊閩粵械鬥頻繁，當地客家移民因安全與經濟因素遷走，廣福宮從此乏人照料香火頓衰。
後來，新竹仕紳陳朝綱因此廟在光緒八年（1882年）廟遭大火燒毀，用外地移民資金募捐重建。捐贈的族群為新埔潮州人。身為朝議大夫的陳朝綱為新埔陳氏宗祠創建者，亦重修了新埔文昌祠。
光緒十四年（1888年）重修。1936年再度重修，為客屬宗親捐款整修。

## 內部特色
學者尹章義認為，此廟是早期客家人經營新莊的具體證明，別具意義。
自1936年後，此廟無大整建，所以廟內許多古建材得以保存。廣福宮建築形式屬於街屋式格局。為三開間三進二院。串連兩進的廂廊還特別做燕尾。其建築構造有雙層馬櫃腳、斗砌烏磚與綠釉花磚對比，均呈現客家聚落的特色。木構件則完全未上色，吊筒、雀替、仙女豎材等，雕工細緻。

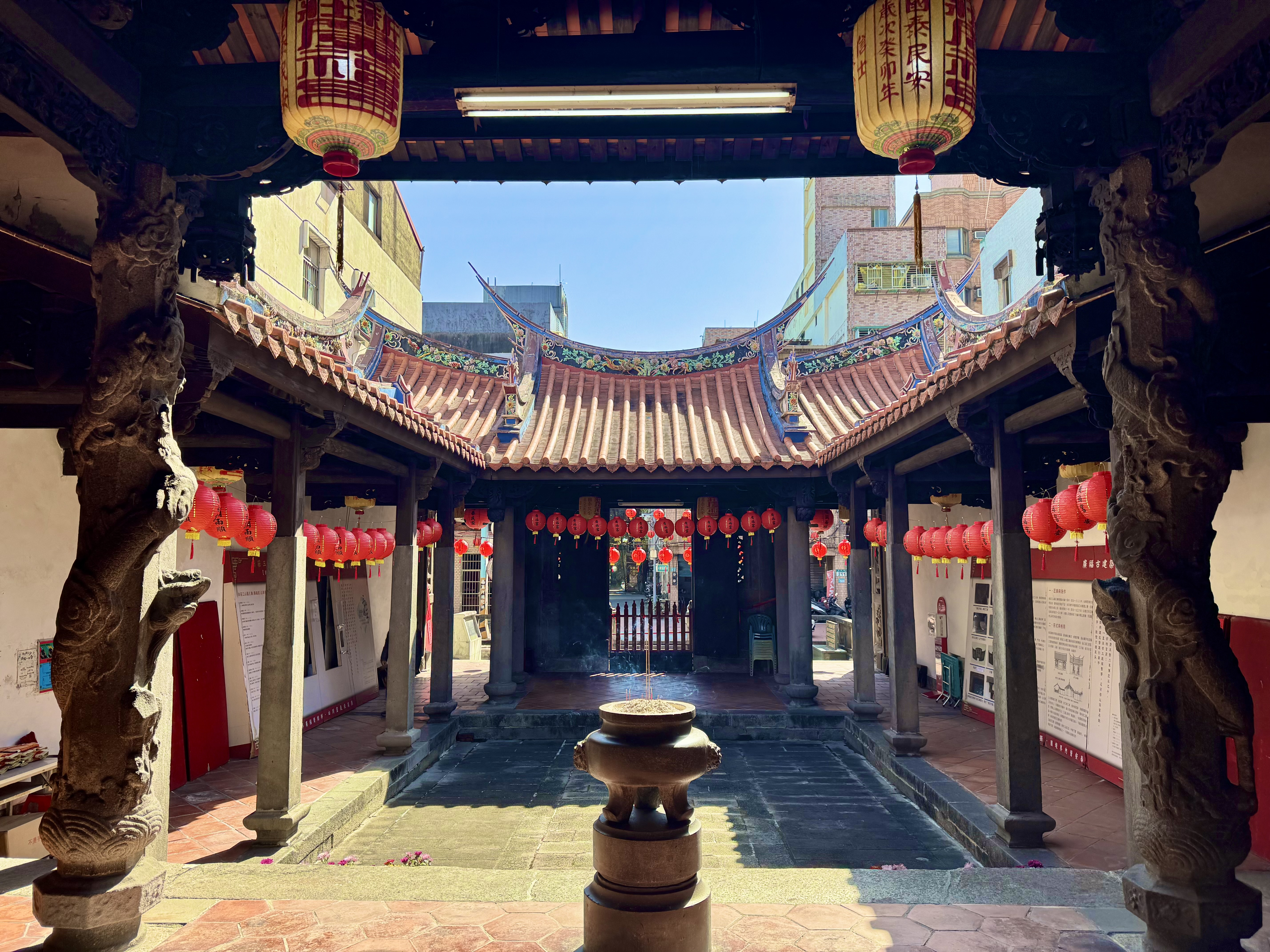
中庭
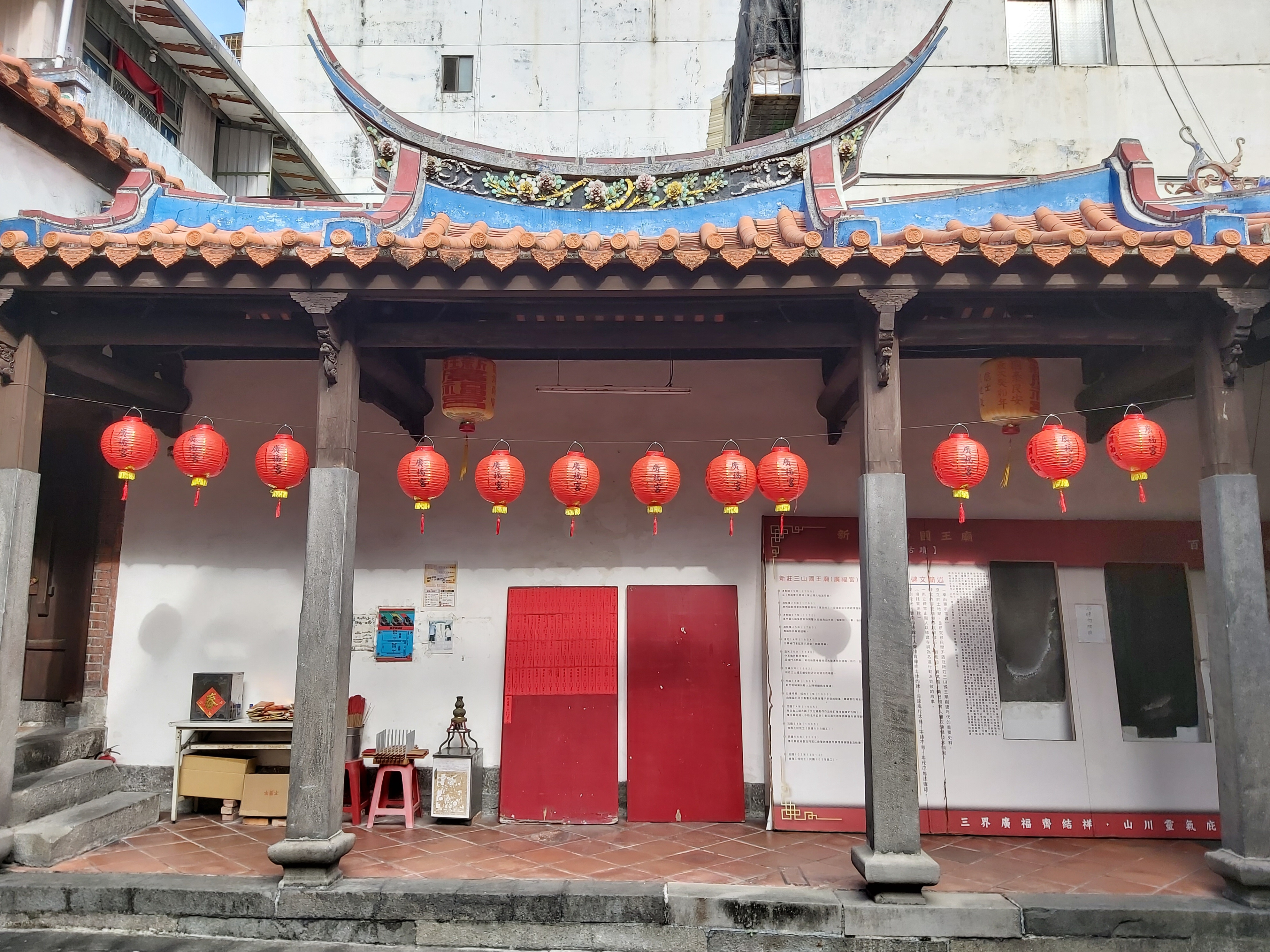
廂廊
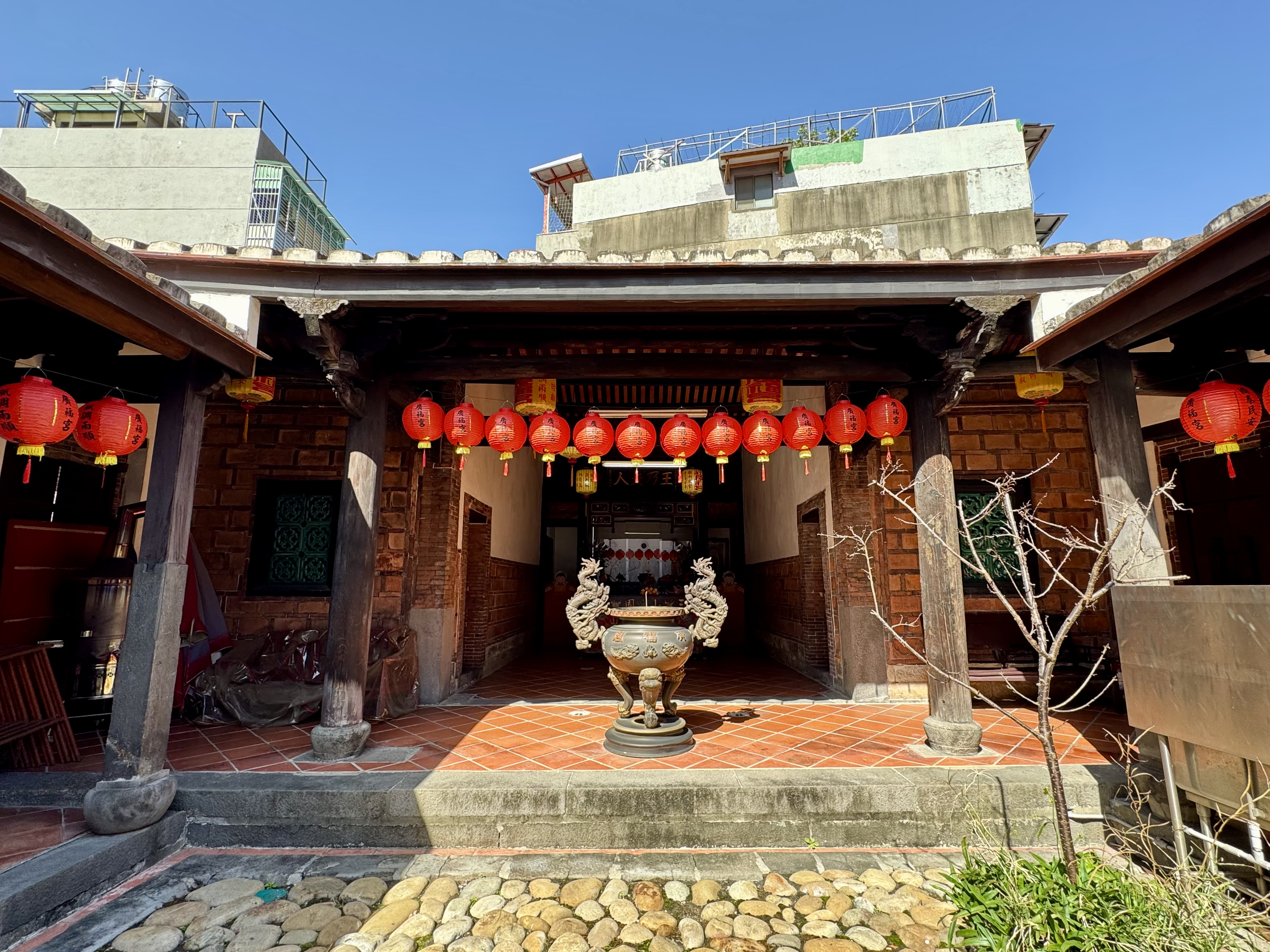
後殿

第一進廟門旁的石獅以廣東獅為範本，較為俏皮可愛。廟方還保存一塊是記載有關廟重建的始末，另一塊則是出錢興建的信徒名冊，但石碑上字已有些模糊，信徒名冊尤其難辨。各殿石柱遵守圓柱、方柱規矩，其中龍柱單一以龍為主題，無人物坐騎夾雜其中，顯示其年代應早於台灣日治時期。
廟內收藏一塊名為「奉兩憲示禁碑」的石碑，記載早年閩南和客家移民的衝突。當時因地方保甲的偏袒，客家人所繳的戶稅比閩南人多了十一、二倍。於是，客家人於向新莊、淡水兩處的地方官提出控告，終於得以在乾隆十五年（1750年）立此碑，禁止對客家人苛稅。

## 文資保存
由於多年飽受風吹雨淋，且管理委員會頹廢多年，使得部分樑柱上的雕飾被盜或被破壞，亟待善加維修。如1980年10月中旬，一隻骨董的木刻獅子遭竊。1985年11月26日正式公布，新莊廣福宮為臺閩地區二級古蹟，而同地的新莊慈佑宮、新莊武聖廟、新莊文昌祠都是三級。
文建會自1991年6月開始，經費編列近新台幣2400萬元對此廟進行整建，儘可能保留原建材，用新建材部分則儘量採用原建材的出處，例如觀音石板。但因工時長與景氣波動，修建工程多次流標。因香客稀少，廟方管理方式有如家廟。有鑑於廟和居民逐漸脫節，古風史蹟協會決定以此廟為維護對象，配合1991年7月份的整修工作，希望透過一系列生活化活動，使古蹟重回地方居民的生活中。當開始整修之際，廟方對媒體介紹在一根樑柱頂端上、保存完整、具代表性的木雕，結果披露後就有人竊走，廟方遂有數年都拒絕媒體入內拍攝及採訪。
1997年8月22日，包括三山國王、國王夫人、舍下老人、護法老爺八尊神像遭竊，引起縣議員黃林玲玲、公所主秘林建榮均到場了解。同日中午，警方在桃園龍潭一部車找到，神像為泥塑經過搬運摩擦後毀損，冠巾也脫落。信徒認為與廟產租金爭執有關。

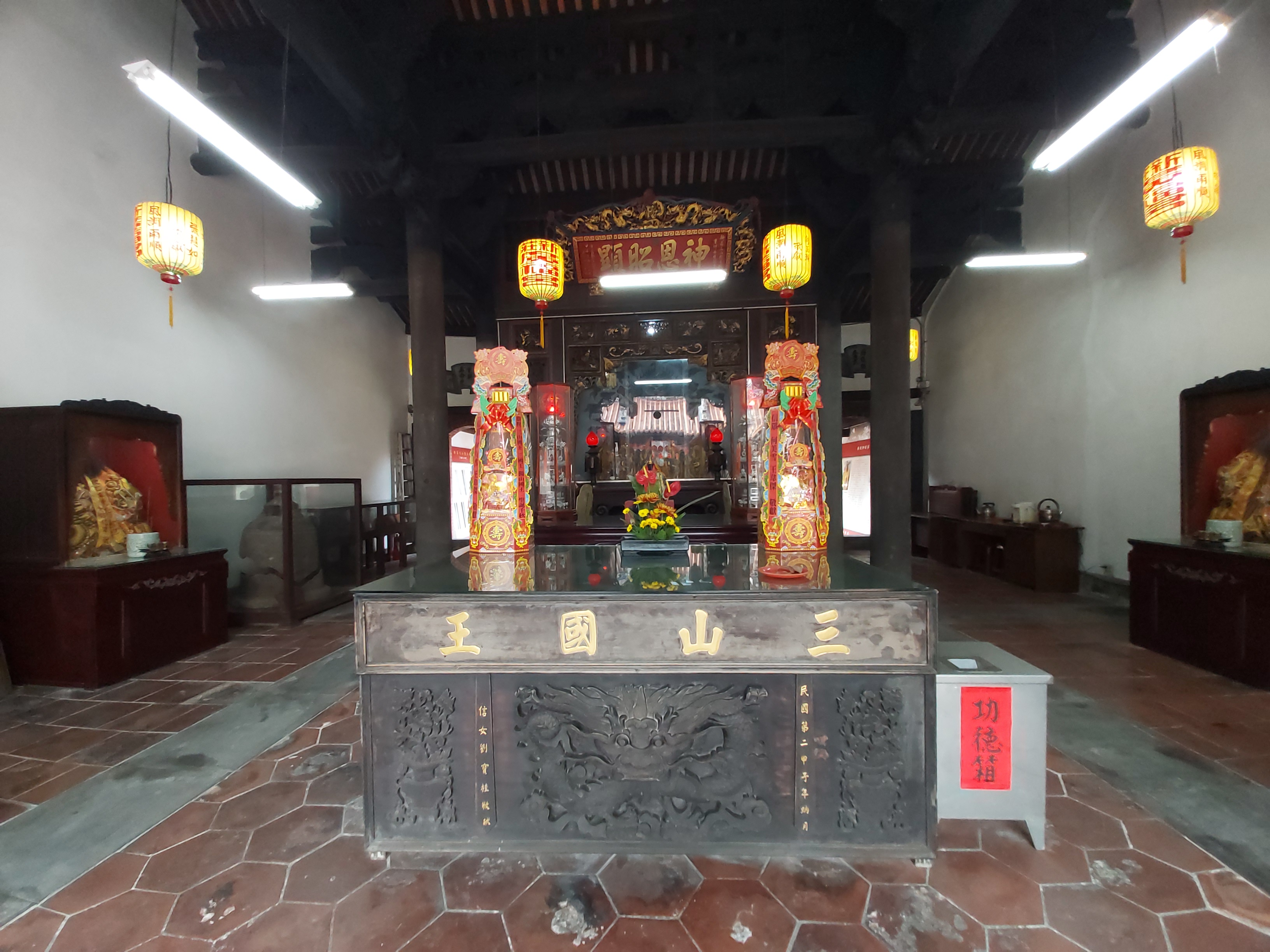
正殿室內
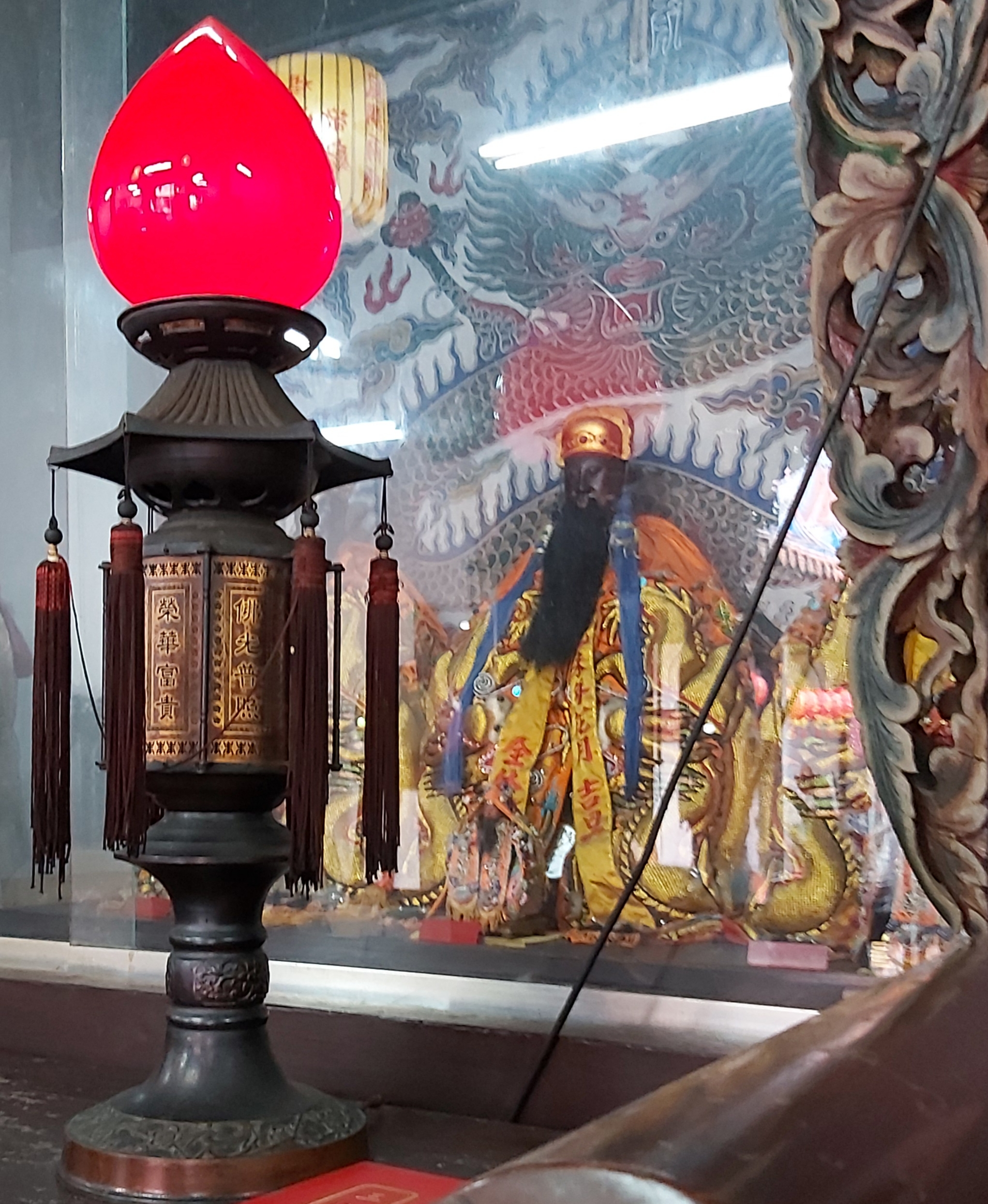
名山靖王
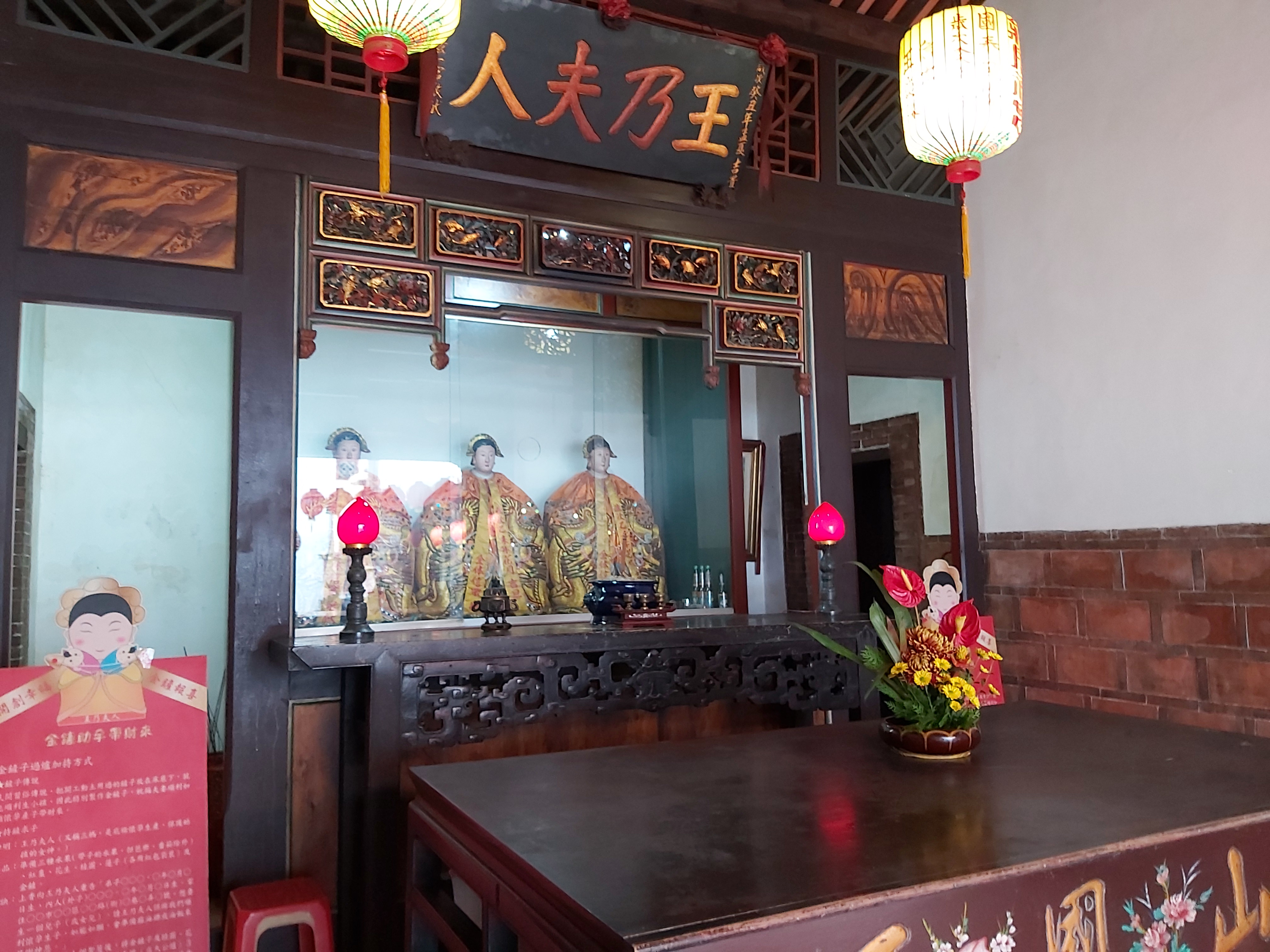
後殿室內

在1999年報導時，新莊市主要是以閩南泉州移民為主，客家少之又少。記者感嘆廣福宮與附近的慈祐宮相比，香客稀少，加上廣福宮濃濃原木色彩，更顯有寂寞感。
此廟因發生傾頹、漏水，北縣副縣長蔡家福在2010年1月7日率員會勘，預估將花兩至三年時間整修。直到2014年耗時一年多的整修完工。但同年11月11日深夜，廟內一塊被文資局列冊的玉磐被吳姓竊賊盜賣，從萬華黑市賤賣新台幣數百元。2015年4月13日（農曆二月二十五），舉行三山國王誕辰及安座大典，新北市長朱立倫特地前往上香祈福、贈匾。

## 外部連結
- 廣福宮(三山國王廟)——文化部文化資產局 （页面存档备份，存于）